# زنسترا (دهانه)
زنسترا یک دهانه برخوردی در ماه‌ است.

## دهانه‌های اقماری
این دهانه ۳ دهانه اقماری دارد.
| Zanstra | عرض جغرافیایی | طول جغرافیایی | قطر          |
| ------- | ------------- | ------------- | ------------ |
| A       | ۴.۵° N        | ۱۲۵.۲° E      | ۳۶.۰ کیلومتر |
| K       | ۲.۰° N        | ۱۲۵.۲° E      | ۱۴.۰ کیلومتر |
| M       | ۱.۱° N        | ۱۲۵.۰° E      | ۲۳.۰ کیلومتر |